# آراشی موریساکا
آراشی موریساکا (انگلیسی: Arashi Morisaka؛ زادهٔ ۲ ژوئن ۱۹۹۶) بوکسور اهل ژاپن است.